# 707. Infanterie-Division (Wehrmacht)
Die 707. Infanterie-Division (707. ID) war ein Großverband des Heeres der deutschen Wehrmacht im Zweiten Weltkrieg. Sie war in großem Umfang am Holocaust und an Kriegsverbrechen im Deutsch-Sowjetischen Krieg beteiligt.

## Geschichte

### Aufstellung
Die 707. ID wurde am 2. Mai 1941 als bodenständige Infanterie-Division der 15. Welle aus Ersatzeinheiten des Wehrkreises VII (München) aufgestellt. Die Aufstellung, während der der Verband dem Befehlshaber des Ersatzheeres unterstellt war, dauerte von Mai bis Juli 1941.
Es wurden folgende Einheiten für die Division gebildet:
- Infanterie-Regiment 727 (aus der Division Nr. 157 München mit I. Bataillon vom Inf.-Ersatz-Rgt. 157 Brannenburg; II. Bataillon vom Geb.-Jäger-Ersatz-Rgt. 1 Mittenwald; III. Bataillon vom Inf.-Ersatz-Rgt 7 München)
- Infanterie-Regiment 747 (aus der Division Nr. 147 Augsburg mit I. Bataillon vom Inf.-Ersatz-Rgt. 212 Ingolstadt; II. Bataillon Inf.-Ersatz-Rgt. 27 Augsburg; III. Bataillon vom Inf.-Ersatz-Rgt. 268 Kempten)
- Artillerie-Abteilung 657 (mit 3 Batterien)
- Pionier-Kompanie 707
- Nachrichten-Kompanie 707
- Kleine Kraftwagen Kolonne 707
- Divisionseinheiten Nr. 707

### Unternehmen Barbarossa
Erst im August 1941 verlegte die Division nachdem im Juni der deutsche Überfall auf die Sowjetunion begonnen hatte, aus den Stationierungsräumen während der Aufstellung im Reichsgebiet in das rückwärtige Heeresgebiet der Heeresgruppe Mitte im Raum Smolensk.
In diesem Raum war der Verband bis November 1941 zur „Sicherung und Befriedung“ der Gebiete weit hinter der eigentlichen Front eingesetzt.
Für die weitere Einsätze im Besatzungsraum wurde der Verband im Dezember 1941 dem Wehrmachts-Befehlshaber Ostland der Heeresgruppe Mitte mit einem Einsatzraum Gesamt-Weißrussland unterstellt. Weiterhin war die Hauptaufgabe der Division die Sicherung hinter der Front und zunehmend die Partisanenbekämpfung. Die Unterstellung blieb bis April 1942 unverändert.
Von Mai 1942 bis einschließlich Februar 1943 stand die Division zur Verfügung der 2. Panzerarmee der Heeresgruppe Mitte im Raum Brjansk und Orel. In dieser Zeit wurde die Nachrichten-Kompanie der Division in Abteilungsstärke aufgefüllt.
Am 15. Oktober wurden die beiden Infanterie-Regimenter in Grenadier-Regimenter umgegliedert.
Im März 1943 war der Verband bei der 2. Panzer-Armee dem XXXXVII. (47.) Armee-Korps unterstellt. Von April bis Mai dann dem XX. (20.) Armee-Korps bei der gleichen Armee. Von Juni bis Juli 1943 war sie als Reserveverband zur Verfügung der 2. Panzer-Armee gehalten.
Am 15. Juni 1943 bildet die Division ein Feld-Ersatz-Bataillon 707 mit drei Kompanien. Der letzte Einsatz bei der 2. Panzer-Armee erfolgte im August 1943 mit dem LV. (55.) Armee-Korps. Während der ganzen Zeit war die Division im Raum Brjansk und Orel im Einsatz; daneben wurde sie im Raum Schisdra eingesetzt. Sie war gegen Partisanen in den Wäldern bei Brjansk und im Frühjahr 1943 als Stellungs-Division bei Dimitrijew eingesetzt.
Der Verband war in großem Umfang an Kämpfen gegen Partisanen im Raum nordwestlich Brjansk sowie Angriffs- und Abwehrkämpfen bei Ordschonikidsegrad, einem Vorort von Brjansk, beteiligt. Die weitere Aufgabe war die Sicherung an der Desna und am Sosch bis hinter den Dnjepr im Raum Shlobin–Schatilki–Paritschi–Bobruisk.
Am 1. September wird das Feld-Ersatz-Bataillon 707 neu benannt und erhält die Nummer des Artillerie-Regiments der Division, die Nummer 657.
Per September 1943 wurde die Division der  9. Armee im Raum Rogatschew zugeteilt, wo sie bis in den November verblieb.
Die 9. Armee teilt die Division dann im Dezember dem XXXV. (35.) Armee-Korps zu, das im Raum Bobriusk operiert. Diese Zuordnung bleibt bis Mai bestehen.

### Operation Bagration
Im Juni wird der Verband wieder direkt der 9. Armee im gleichen Raum unterstellt. Am 24. Juni begann der Großangriff des Nordflügels der 1. Weißrussischen Front. In einer Zangenbewegung nördlich und südlich von Bobriusk wurde ein großer Kessel im Raum Bobriusk geschaffen in dem sich auch die 707. Infanterie-Division befand.

### Vernichtung
Bei den Ausbruchskämpfen aus dem Kessel wurde die Division zwischen dem 27. und 29. Juni 1944 praktisch vernichtet. Die überlebenden Soldaten gingen in Kriegsgefangenschaft. Der wohl schon nicht mehr existierenden Nachrichten-Abteilung 707 wurde formell am 22. Juli noch die Nachrichten-Abteilung 824 eingegliedert, doch wurde auch dieser Teilverband im September aufgelöst.

### Auflösung
Die 707. ID wurde am 3. August 1944 formal aufgelöst.

## Kriegsverbrechen
Kommandeur der 707. Infanterie-Division in den Jahren 1941–1943 war Generalmajor Gustav Freiherr von Bechtolsheim; er galt als ausgewiesener Antisemit und regimetreuer Nationalsozialist im Sinne der NS-Propaganda. Unter diesem Befehlshaber kam es unter der weißrussischen Zivilbevölkerung nachweislich zu Tötungen und Massenmorden, deren geschätzte Opferzahl in die Zehntausende geht. Im Besatzungsgebiet der 707. Infanterie-Division bestand eine „Arbeitsteilung“ mit der SS; die SS machte die größeren Städte „judenfrei“, die Einheiten der Division „kümmerte“ sich um Juden, „Zigeuner“ und „sonstiges Gesindel“ auf dem flachen Land. Das der Division unterstellte Reserve-Polizei-Bataillon 11 (mit litauischer Schutzmannschaft) ermordete 5900 Juden im Raum Sluzk-Kleck. Allein für den Oktober 1941 meldete die Division in ihrem Monatsbericht, innerhalb von vier Wochen 10940 „Gefangene“ gemacht und davon 10431 erschossen zu haben. Ihre eigenen Verluste beliefen sich auf 2 Tote und 5 Verwundete.
Die 707. Infanterie-Division gilt als Wehrmachtsverband mit dem größten Anteil am Holocaust. Die Historiker Peter Lieb und Christian Gerlach bewerten die Division als Verband, der im Unterschied zu anderen autonom und systematisch große Massaker an Juden mit vielen tausend Opfern organisierte und durchführte.

## Kommandeure
| Dienstzeit                           | Dienstgrad      | Name                                                 |
| ------------------------------------ | --------------- | ---------------------------------------------------- |
| 3. Mai 1941 bis 22. Februar 1943     | Generalmajor    | Gustav Freiherr von Mauchenheim genannt Bechtolsheim |
| 22. Februar bis 25. April 1943       | Oberst          | Hans von Falkenstein                                 |
| 25. April bis 1. Juni 1943           | Generalleutnant | Wilhelm Rußwurm                                      |
| 1. Juni bis 3. Dezember 1943         | Generalleutnant | Rudolf Busich                                        |
| 3. Dezember 1943 bis 12. Januar 1944 | Generalmajor    | Alexander Conrady                                    |
| 12. Januar bis 15. Mai 1944          | Generalleutnant | Rudolf Busich                                        |
| 15. Mai bis 27. Juni 1944            | Generalmajor    | Gustav Gihr                                          |